# Cteniza ferghanensis
Cteniza ferghanensis är en spindelart som beskrevs av Kroneberg 1875. Cteniza ferghanensis ingår i släktet Cteniza och familjen Ctenizidae. Inga underarter finns listade i Catalogue of Life.